# João Ramos
João Ramos (? – 1926) foi um político brasileiro.
Foi deputado à Assembleia Legislativa de Santa Catarina na 12ª legislatura (1925 — 1927).